# Hidenori Kato
Hidenori Kato (加藤 秀典 Kato Hidenori?, nacido el 13 de mayo de 1981 en Yokkaichi) es un futbolista japonés que se desempeñaba como defensa.

## Trayectoria

### Clubes
| Club            | País  | Año         |
| --------------- | ----- | ----------- |
| Sagan Tosu      | Japón | 2004 - 2008 |
| Gainare Tottori | Japón | 2008 - 2012 |
| Veertien Mie    | Japón | 2013 -      |

## Estadística de carrera

### J. League
| Club            | Año   | J. League | J. League | Copa J. League | Copa J. League | Total | Total |
| Club            | Año   | Part.     | Goles     | Part.          | Goles          | Part. | Goles |
| --------------- | ----- | --------- | --------- | -------------- | -------------- | ----- | ----- |
| Sagan Tosu      | 2004  | 16        | 0         | -              | -              | 16    | 0     |
| Sagan Tosu      | 2005  | 21        | 1         | -              | -              | 21    | 1     |
| Sagan Tosu      | 2006  | 27        | 0         | -              | -              | 27    | 0     |
| Sagan Tosu      | 2007  | 10        | 1         | -              | -              | 10    | 1     |
| Sagan Tosu      | 2008  | 12        | 0         | -              | -              | 12    | 0     |
| Gainare Tottori | 2011  | 24        | 0         | -              | -              | 24    | 0     |
| Gainare Tottori | 2012  | 30        | 0         | -              | -              | 30    | 0     |
| Total           | Total | 140       | 2         | 0              | 0              | 140   | 2     |